# Colletes perforator
Colletes perforator är en biart som beskrevs av Smith 1869. Colletes perforator ingår i släktet sidenbin, och familjen korttungebin. Inga underarter finns listade i Catalogue of Life.